# Таскалуса (Алабама)
Таскалу́са (англ. Tuscaloosa) — город в США, на западе штата Алабама, центр округа Таскалуса. Расположен на реке Блэк-Уорриор в регионе Глубокий Юг.
Население — 100 618 человек (2020), что является пятым показателем по численности населения среди городов штата и 330-м по США.

## Физико-географические характеристики

### Климат
Как и большинство городов региона Глубокого Юга Таскалуса имеет Субтропический океанический климат (в классификации Кёппена — Cfa).

## История
Основана в 1816 году на месте поселения индейцев племени Кри, которое существовало здесь с 1809 года. Название было дано в честь Таскалусы («Красный воин») — вождя индейского племени Чокто. Статус города приобрела в 1819 году. В 1826—1846 годх город являлся столицей штата. В 1865 году, в ходе гражданской войны, Таскалуса была практически уничтожена армией северян.

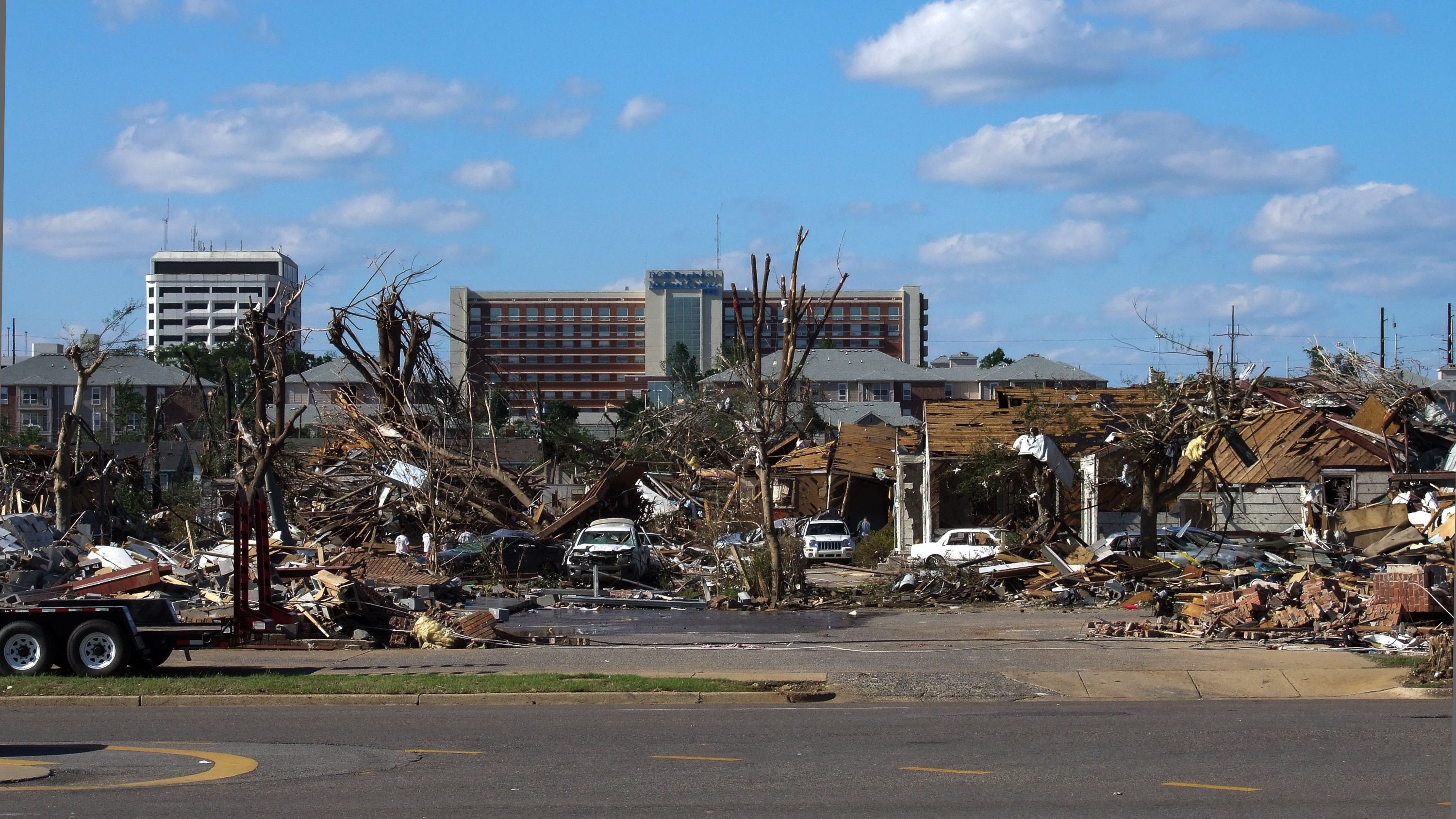
Последствия торнадо

27 апреля 2011 года Таскалуса пострадала от торнадо категории EF4: 65 человек погибли, более 1500 получили травмы и сотни домов уничтожены.

## Экономика
В городе находится автомобильный завод концерна Daimler AG по производству комфортабельных внедорожников Mercedes-Benz GL и GLS-класса. Развито производство автозапчастей, метизов, химикатов, шин. Центр торговли хлопком. Центр района добычи угля, железной руды, песчаника. В городе расположены Алабамский университет, Колледж Стиллмен.

## Города-побратимы
- Япония Нарасино
- Германия Шорндорф
- Гана Суньяни